# Summer Altice
Summer Danielle Altice (Fountain Valley, California, 23 de diciembre de 1979) es una modelo y actriz estadounidense que fue playmate de agosto de 2000 de la revista Playboy. Además de su aparición en la revista también lo hizo en varios videos playboy y ediciones especiales de la revista.

## Filmografía
- Shanghai Kiss
- You, Me and Dupree
- Wedding Crashers
- Grind
- The Scorpion King
- One Tree Hill
- ChromiumBlue.com
- Pretty Cool
- Emmanuelle 2000: Emmanuelle Pie
- Learning to Surf
- Playboy Video Playmate Calendar 2002